# Arbeitsstellenscheinwerfer

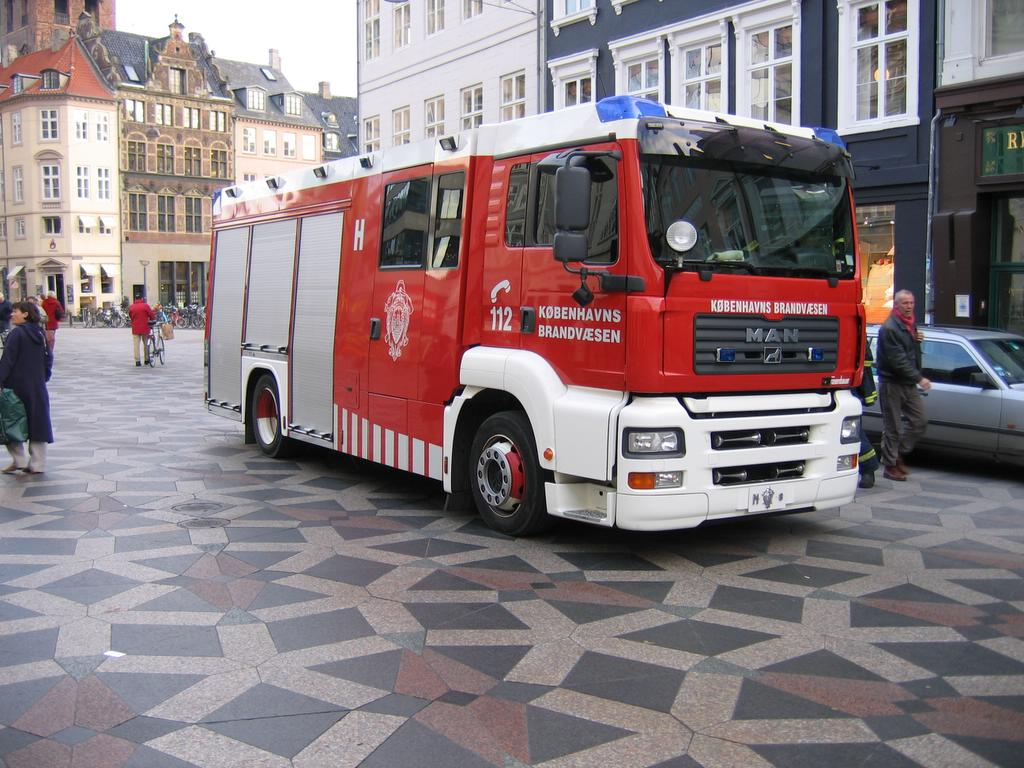
Arbeitsstellenscheinwerfer an der Front

Ein Arbeitsstellenscheinwerfer dient der schnellen Ausleuchtung von Arbeitsstellen. Er dient nicht zur Ersetzung der Ausleuchtung der Einsatzstelle beispielsweise durch einen Halogen-Flutlichtmast. Stattdessen ist er eine Erstbeleuchtung oder geeignet, um Schatten durch Gegenlicht zu verringern. Der Lichtkegel von Arbeitsstellenscheinwerfern ist meist punktförmig und spitz.
Der Arbeitsstellenscheinwerfer ist bei vielen Fahrzeugen auf einem Halter an der Front des Fahrzeuges montiert, er kann aber ebenfalls am Heck (auf dem Dach) oder auf einem Stativ montiert werden. Er wird in der Regel über die Fahrzeugelektrik angesteuert.